# Post Pop Depression
Albums de Iggy Pop
Après
(2012) Free
(2019)
Post Pop Depression est le dix-septième album studio de Iggy Pop sorti en 2016. Produit par Josh Homme, leader de Queens of the Stone Age, l'album est enregistré avec l'aide de Dean Fertita, également membre de Queens of the Stone Age, et de Matt Helders, batteur du groupe britannique Arctic Monkeys.

## Élaboration
Iggy Pop contacte Josh Homme par texto au début de l'année 2015 afin de lui demander s'il serait éventuellement intéressé par une collaboration en vue d'un futur album. Josh Homme accepte, et c'est alors que débute une correspondance assidue entre les deux hommes, essentiellement faite d'échanges de paroles. S'ajoutent ensuite au projet deux musiciens : le multi-instrumentiste Dean Fertita (Queens of the Stone Age, The Dead Weather) et le batteur Matt Helders (Arctic Monkeys).
L'album, entièrement financé par Pop et Homme, est enregistré en trois semaines, dans un premier temps au Rancho De La Luna à Joshua Tree (Californie), puis aux Pink Duck Studios à Burbank (Californie).
L'album parait le 18 mars 2016. Il contient neuf morceaux. Le premier single, présenté quelques semaines auparavant, s'intitule Gardenia.
Une tournée promotionnelle est rapidement organisée, celle-ci passant notamment par Le Grand Rex à Paris, le 15 mai 2016. En plus des quatre musiciens présents sur l'album, s'ajoutent sur scène Matt Sweeney à la basse et Troy Van Leeuwen à la guitare.

## Liste des morceaux
| 1.    | Break Into Your Heart | 3:54 |
| 2.    | Gardenia              | 4:14 |
| 3.    | American Valhalla     | 4:38 |
| 4.    | In The Lobby          | 4:14 |
| 5.    | Sunday                | 6:06 |
| 6.    | Vulture               | 3:57 |
| 7.    | German Days           | 4:47 |
| 8.    | Chocolate Drops       | 3:58 |
| 9.    | Paraguay              | 6:25 |
| 42:13 |                       |      |

## Musiciens
- Iggy Pop : chant, guitare acoustique
- Josh Homme : chant, guitares, basse, piano, claviers, percussions
- Dean Fertita : guitares, piano, claviers, basse
- Matt Helders : batterie, percussions, chant